# Laura Zeng
Laura Yihan Zeng (Hartford, 14 ottobre 1999) è una ginnasta statunitense di origine cinese.
È la prima ginnasta ritmica statunitense ad aver vinto una medaglia alla Coppa del mondo (2015) e ai Giochi olimpici giovanili.

## Biografia
Nata ad Hartford, nel Connecticut, è cresciuta a Libertyville, nello stato dell'Illinois, dove ha frequentato la Libertyville High School.

## Palmarès
- Giochi panamericani

Toronto 2015: oro nella gara all-around, nella palla, nelle clavette, nel cerchio e nel nastro.
- Giochi olimpici giovanili

Nanchino 2014: bronzo nella gara all-around.
- Universiadi

Napoli 2019: bronzo nella gara all-around.